# Mesothen albifrons
Mesothen albifrons là một loài bướm đêm thuộc phân họ Arctiinae, họ Erebidae.